# Лозова (притока Кривого Торця)
Лозова — річка в Україні, у Костянтинівському районі Донецької області. Ліва притока Кривого Торця (басейн Дону).

## Опис
Довжина річки 12 км, похил річки 6,1 м/км, найкоротша відстань між витоком і гирлом — 10,14 км, коефіцієнт звивистості річки — 1,19. Площа басейну водозбору 65,6 км². Річка формується з 2 безіменних струмків та 6 загат.

## Розташування
Бере початок у селі Степанівка. Спочатку тече переважно на північний схід через селище Довга Балка, потім повертає на південний схід і на північно-західній частині міста Костянтинівки впадає у річку Кривий Торець, праву притоку Казенного Торця.
Населені пункти вздовж берегової смуги: Розкішне, Осикове, Олексієво-Дружківка.

## Назва
Нназва утворена від ботанічного терміна лоза – «деякі кущові породи верби» (праслов'янська, давньослов'янська та давньоруська лоза – «гнучка гілка, виноград, верба кущова»).

## Цікаві факти
- У селі Степанівка біля витоку річки пролягає автошлях Н32.
- У місті Костянтинівці біля гирла річки пролягає автошлях Н20 та залізнична дорога. На правому березі річки на відстані приблизно 7,94 км розташована станція Костянтинівка.